# هوهانس آساطریان

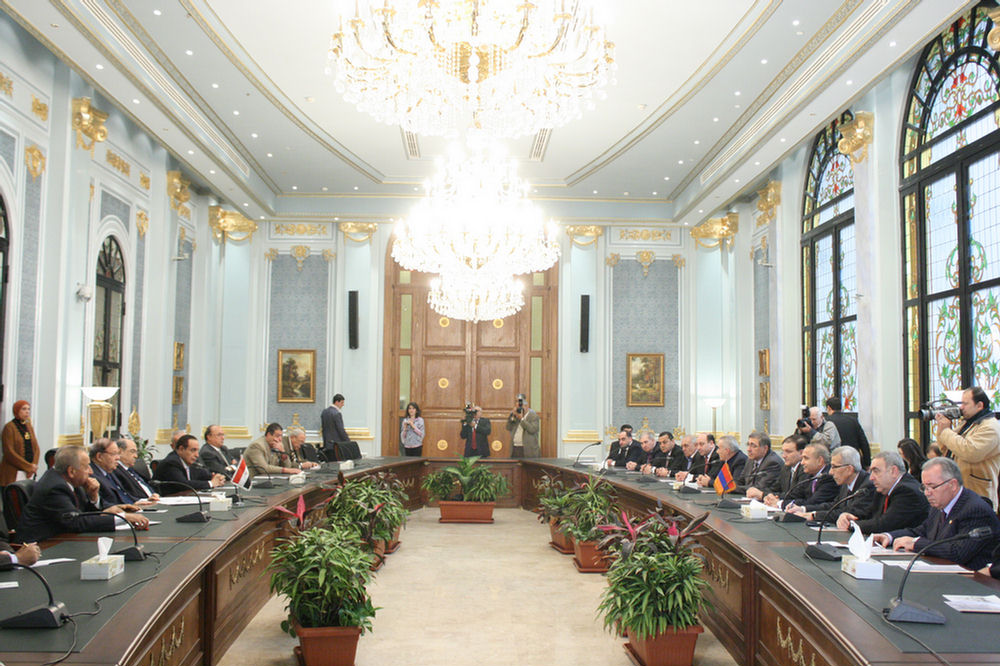

هوهانس آساطریانیان (ارمنی: Հովհաննես Միսակի Ասատրյան؛ ۳ آوریل ۱۹۴۷ - ۲۰۱۵) فرهنگ‌نویس مترجم اهل ارمنستان بود.

## زندگی‌نامه
وی در ۳ آوریل ۱۹۴۷در قامشلی سوریه به دنیا آمد . وی برنده جوایزی همچون مدال موسس خورناتسی است. وی در ۲۰۱۵ در سن ۶۸ سالگی در باقرامیان، واغارشاپات، استان آرماویر درگذشت.